# Rossviksätten
Rossviksätten, konventionell benämning på småländsk medeltida frälsesläkt, härstammande från en Folke som endast är känd genom sina söners patronymikon. Av dessa är den äldste, Peter Folkesson, nämnd levande 1341-47. Släktens sentida namn kommer av dess mest kända sätesgård Rossvik i Husby-Rekarne socken, Österrekarne härad, Södermanland. Ätten förde en båt i skölden, ibland båt under stjärna. Tinktur okänd.
Gustav Folkesson (Rossviksätten) var 1380 gift med Märta Anundsdotter (tre spetsar), när Bo Jonsson (Grip), drots i Sverige, skiftar i öppet brev jord med Gustav Folkesson och hans hustru Märta Anundsdotter,   och år 1402 har egendomarna dömts åter till Gustav Folkessons syskon från Bo Jonssons arvingar, när Nils Gustavsson och hans syskon säljer till drottning Margareta jord i ”Finstadhum” m.m., som återdömts till dem på räfsten i Västerås.
Folke Folkesson (Rossviksätten) (död före 1424) var gift med Holmfrid Johansdotter (Almöätten). Deras son Jon Folkesson (Rossviksätten) var gift med Karin, och deras dotter Ingeborg Jonsdotter (Rossviksätten) fick morgongåva 1459 och var gift med Henrik Jönsson (Gyllensparre) (1458-1476).
Nils Gustafsson nämns som riddare 1400, som riksråd 1413, som häradshövding i Österrekarne härad 1418, som lagman i Uppland 1420 och som innehavare av Korsholms län (där han hade Umeå socken i personlig förläning) 1420. Hans sätesgård var (1419) Rossvik i Husby-Rekarne, Södermanland, men han bodde senare på Österby i Tumbo i samma landskap. Nils Gustavssons karriär är anmärkningsvärd såtillvida som han icke genom sitt fäderne tillhörde aristokratin; fadern Gustav Folkesson framträder under 1380-talet som sörmländsk frälseman. Det är påfallande att han, efter att ha gett sin äldre son namn efter farfadern, uppkallade den yngre efter sin mors kusin, marsken Erik Kettilsson, med tillnamnet Puke. 
Släktens i historieskrivningen mest kände medlem är upprorsledaren Erik Puke som förmodligen tog sitt binamn efter sin mors kände kusin, marsken Erik Kettilsson Puke. Erik Pukes fader, Nils Gustafsson var lagman i Uppland och medlem av riksrådet.
Med Erik Pukes bror Gustav Puke dog Rossviksätten ut på manssidan senast 1454, medan den på kvinnolinjen fortlevde i ytterligare ca 50 år.

## Släkttavla
Släkttavla enligt Bengt Hildebrand, Esbjörn Blåpanna och hans arvingar 1934:
1. Folke
  1. Gustaf Folkesson, gift med Märta Anunsdotter, dotter till Anund Dansson (Anundssönernas ätt).
    1. Kristina Gustafsdotter, gift med Klaus Ulv.
    2. Ingrid Gustafsdotter, gift med Birger Karlsson (2 snedbjälkar)
    3. Nils Gustafsson (Rossviksätten)
      1. Gustav Nilsson (båt)
      2. Erik Puke (Rossviksätten), gift med Birgitta Nilsdotter (Hammerstaätten) 
        1. Gustav Eriksson Puke, dog i början av 1450-talet.